# Astraptor illuminator
Astraptor illuminator är en skalbaggsart som beskrevs av Murray 1868. Astraptor illuminator ingår i släktet Astraptor och familjen Phengodidae. Inga underarter finns listade i Catalogue of Life.